# Karl-Jürgen Härtel
Karl-Jürgen Härtel (* 19. Mai 1924 in Magdeburg) ist ein deutscher Gebrauchsgrafiker.

## Leben und Werk
Die Eltern Härtels waren der Steuersekretär Otto Härtel und dessen Ehefrau Elise, geb. Rühl. Härtel machte 1942 am Domgymnasium Magdeburg das Abitur. Danach wurde er zum Reichsarbeitsdienst und später zur Wehrmacht eingezogen und nahm er am Zweiten Weltkrieg teil. Er wurde an der Westfront verwundet und war bis 1947 in US-amerikanischer Kriegsgefangenschaft. Nach seiner Entlassung arbeitete er kurze Zeit in der Landwirtschaft. Härtel wollte Tierarzt werden, aber ein Hochschulstudium blieb ihm versagt, weil er nicht aus einer Arbeiterfamilie kam.
1948 trat Härtel in die Liberal-Demokratische Partei ein. Von 1948 bis 1949 arbeitete er als Zeichner in der Werbeabteilung des SAG-Betriebs Keramische Werke Hermsdorf, der ihn 1949 zum Grafik-Studium an die Fachschule für angewandte Kunst Erfurt delegierte. Seine Lehrer waren u. a. Max-Karl Beyer und Siegfried Kraft. 1952 schloss er das Studium als Staatlich anerkannter Gebrauchsgrafiker mit Auszeichnung ab. Er arbeitete danach ein Jahr bei spärlicher Auftragslage als freischaffender Gebrauchsgrafiker. Er entwarf u. a. für die Städtischen Bühnen Erfurt als Lithografien die Theaterplakate für das Märchenspiel Die Schneekönigin und die Uraufführung des Schauspiels Der Fall Merzbach von Horst Ulrich Wendler.
1953 heiratete er die Goldschmiedin Rosemarie, geb. Peters, aus Apolda.
Von 1953 bis 1956 war Härtel Assistent von Felix Bartl und Lehrer für grafischen Entwurf, Schrift und Ornamentik an der Fachschule für angewandte Kunst Magdeburg. Dann arbeitet er in Apolda und ab 1958 in Erfurt als freischaffender Gebrauchsgrafiker. Er betätigte sich als Messe- und Ausstellungsgestalter und als Buchgestalter und -Illustrator, gestaltete Kataloge, Werbebroschüren, Plakate und Signets. Um 1970 entwarf er für die Stadt Eisenach farbige Anstecknadeln. Seinen letzten Auftrag erhielt Härtel in der DDR 1990 von der Vereinsbrauerei Apolda, für die er Etiketten und Geschäftspapiere gestaltete.
Ausstellungen gestaltete er insbesondere in Weimar, Suhl, Schleusingen, Meiningen und Schmalkalden, darunter in den 1960er Jahren Personalausstellungen von Tina Bauer-Pezellen, Franz Markau und Franz Huth in der Kunsthalle Weimar. Von 1963 bis 1968 hatte er einen Werkvertrag für die Illustration und das Layout der Wochenend-Beilage der Erfurter Bezirkszeitung der SED Das Volk. Ab 1968 entwarf und fertigte er auch baugebundene Arbeiten und Arbeiten für den öffentlichen Raum. Von 1968 bis 1984 arbeitete er als künstlerischer Leiter der Fördergruppe Weben beim Suhler Bezirkskabinett für Kulturarbeit.
Härtel gehörte von 1953 bis 1990 dem Verband Bildender Künstler der DDR (VBK) an. Er war Mitglied der Fachgruppe Gebrauchsgrafik und ab 1964 Kandidat und später Mitglied des Zentralvorstands des VBK. Ab 1968 war er als Mitglied des Bezirksvorstands Erfurt des VBK für Ausstellungen verantwortlich.
Im Dezember 1993 zog Härtel mit seiner Ehefrau nach Garbsen. 1994 übernahm er mir ihr die Neugestaltung der Dauerausstellung Henneberg durch Land und Zeit des Hennebergischen Museums Kloster Veßra.
Härtel ist ambitionierter Sammler von altem volkskünstlerischem Spielzeug, das er sich u. a. von Reisen in die Sowjetunion und nach Polen mitbrachte.

## Werke (Auswahl)

### Buchillustrationen
- Edith Bergner: Spiel mit Philine. Mitteldeutscher Verlag, Halle/Saale, 1959
- Thüringer Gewürzfibel. Verlag Das Volk, Erfurt, 1979
- Kurt Kauter: Also sprach der Marabu – Neue Fabeln. Greifenverlag zu Rudolstadt, 1981

### Signets
- Kfz-Zubehör Erfurt (1965)[3]
- VEB Apoldaer Strick- und Wirkwaren (1968)

### Werke im öffentlichen Raum und baugebundene Werke
- Wandrelief als „Weltkarte in erzählender Form“ (1968; Erfurt, Gebäude der Zeitung Das Volk)
- Der Zirkus kommt (1973; farbiges glasfaserverstärktes Polyester auf Beton; auf der VIII. Kunstausstellung der DDR; Erfurt, Umfassungsmauer im Kindergarten am Lindenweg)
- Schriftgestaltung zum Thema Wilhelm Pieck (1976, Finsterbergen, Ferienheim Wilhelm Pieck; Ausführung Gerhard Thieme)
- Wandgestaltung (Metallfaltwand; Erfurt, Zeitungshochhaus)
- Mobile Spielwand (1989; Kranichfeld, Turnraum des Kindergartens)

## Ausstellungen (unvollständig)

### Teilnahme an zentralen und wichtigen regionalen Ausstellungen in der DDR
- 1962/1963, 1967/1968, 1977/1978 und 1987/1988: Dresden, Fünfte und VI. Deutsche Kunstausstellung und VIII. und X. Kunstausstellung der DDR
- 1963: Leipzig, Messehaus am Markt („Kunst und Sport“)
- 1975, 1979 und 1984: Erfurt, Bezirkskunstausstellungen
- 1985: Berlin, Berliner Stadtbibliothek („Marken und Zeichen aus der DDR“)

### Einzelausstellung nach der deutschen Wiedervereinigung
- 1996: Gera, Museum für angewandte Kunst („Senkrecht, waagrecht, bündig. Karl-Jürgen Härtel, 40 Jahre Gebrauchs-Grafik.“)